# San Isidro Chichihuistán
San Isidro Chichihuistán är en ort i Mexiko.   Den ligger i kommunen Teopisca och delstaten Chiapas, i den sydöstra delen av landet, 800 km öster om huvudstaden Mexico City. San Isidro Chichihuistán ligger 2 056 meter över havet och antalet invånare är 283.
Terrängen runt San Isidro Chichihuistán är kuperad åt nordost, men åt sydväst är den bergig. Runt San Isidro Chichihuistán är det ganska tätbefolkat, med 104 invånare per kvadratkilometer. Närmaste större samhälle är San Cristóbal de las Casas, 17,0 km nordväst om San Isidro Chichihuistán. I omgivningarna runt San Isidro Chichihuistán växer huvudsakligen savannskog.